# Південний Бугенвіль
Півде́нний Бугенві́ль (англ. South Bougainville District) — адміністративний район в складі Автономного регіону Бугенвіль. Адміністративний центр — Буїн.
Район розташований на південному заході острова Бугенвіль і включає в себе 4 підрайони:
- Бана
- Буїн
- Сіваї
- Торокіна